# 戴维·奥尔文
戴维·韦恩·奥尔文（英語：David Wayne Allvin，1963年—），美国空军四星上将，2023年11月2日出任第23任空军参谋长。